# Копаная 2-я
Копаная 2-я — слобода в Ольховатском районе Воронежской области России.
Входит в состав Копанянского сельского поселения.

## География

### Улицы
- ул. 1 Мая
- ул. Нагорная

## Население
| 2010 |
| ---- |
| 90   |